# Jangkuang tiensi
A Jangkuang tiensi (eredeti címén: 陽光天使, pinjin: Yang Guang Tian Shi), angol címén Sunny Girl vagy Sunshine Angel egy 2011-ben bemutatott tajvani dráma, főszereplője Wu Chun és Rainie Yang. Készítette a Comic International Productions (可米國際影視事業股份有限公司), az első epizód 2011. augusztus 4-én került műsorra.

## Szereplők
- Wu Chun - Ti jóJa-hszin (狄雅辛, Di Yaxin)
- Rainie Yang - Csen Jang-kuang (陳陽光, Chen Yangguang)
- Liu Ce-jen (Liu Zi Yan) - Angela 殷安琪
- Johnny Chang - Keng Fej ( 耿非, Geng Fei)
- Li Sao-hsziang (Li Shao Xiang) - Aj Jing-san 艾英善 (Ai Yingshan)
- Ku Pao-ming (Gu Bao Ming) - Jang Ji-lang 陽一郎 (Yang Yilang)
- Csao Su-haj (Zhao Shu Hai) - Keng Ku-ven ( 耿顧問, Geng Guwen)
- Vu Csien-csien (Wu Qian Qian) - Elizabeth 殷董事長
- Nakano Rjóko (中野良子) - Jang-kuang (Yangguang) nagyanyja
- Mutó Nobutomi (武藤信美) - Hsziao-lin Ho-ce (小林和子, Xiao Lin He Zi)
- Csang Kuang-lej (Zhang Guang Lei) (張光磊) - Csi Lej (齊磊, Qi Lei)
- Paj Jün (Bai Yun) (白雲) - Liao Csien-jü ( 廖建宇, Liao Jianyu)
- Ja Ce (Ya Zi) (丫子) - Liao nővére